# Bürger Wlapko

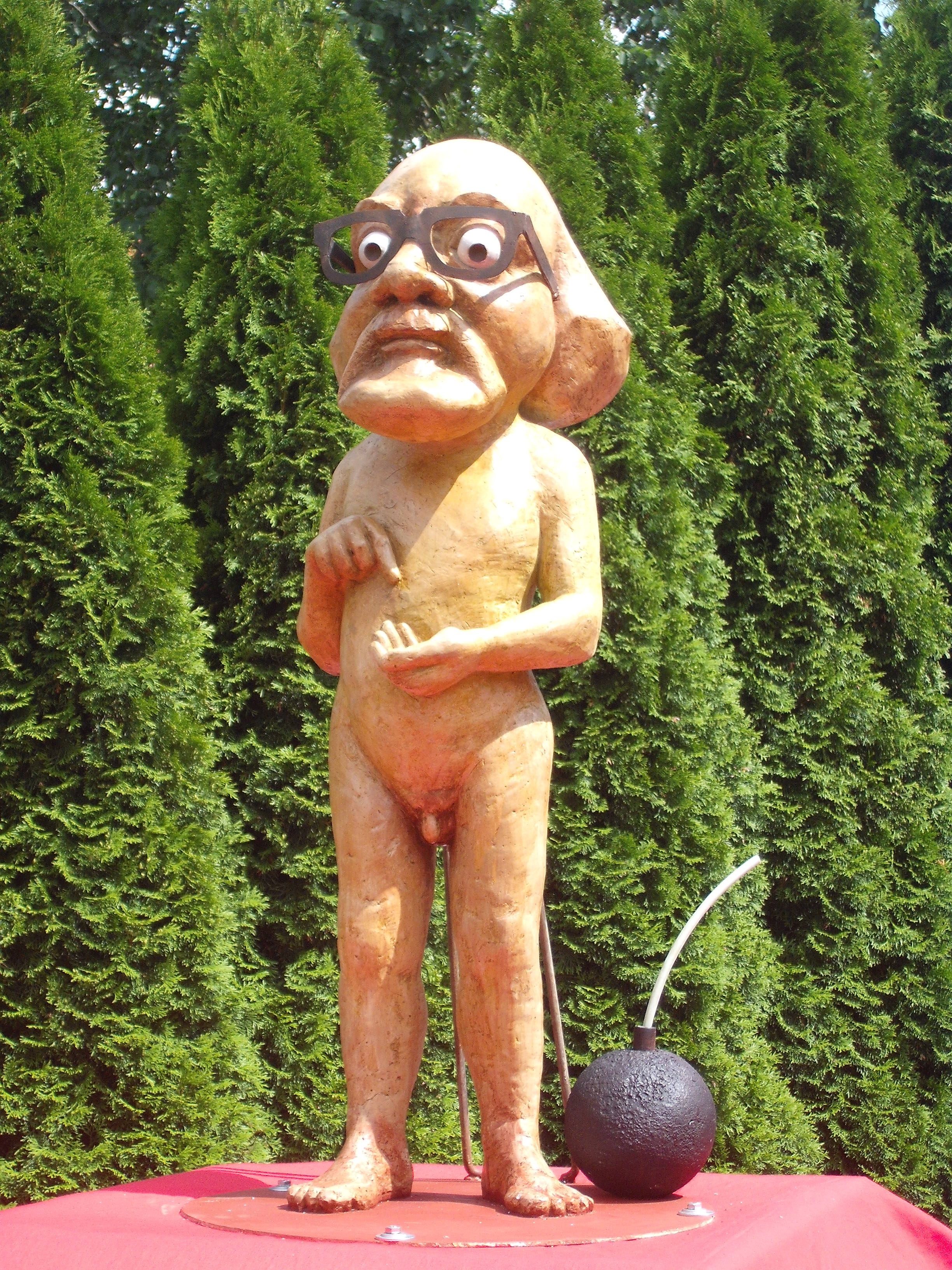
Bürger Wlapko (Obywatel Włapko)

Bürger Wlapko (englisch Citizen Skimmer, polnisch Obywatel Włapko) ist eine 1,10 Meter hohe Skulptur des polnischen Bildhauers Wiesław Adamski aus Szczecinek, die einen korrupten Beamten symbolisieren soll.

## Beschreibung
Bürger Wlapko ist dargestellt als nackter Mensch mit rosiger Haut, dem Körper eines Jungen und dem überdimensionierten Kopf eines alten Mannes. Der Mann ist kahl, trägt eine Brille, Schnurrbart und Vollbart. Mit dem rechten Zeigefinger deutet er auf seine linke hohle Hand. Neben seinem linken Fuß befindet sich eine Bombe mit Zündschnur. Traditionell wird die Wahrheit in allegorischen Darstellungen der bildenden Kunst als nackte Figur dargestellt.

## Geschichte
Die Figur wurde erstmals während des Happenings am 25. Juni 2015 in Szczecinek vorgestellt und anschließend in anderen polnischen Städten gezeigt.
In Szczecinek gründete man das Komitee für den Bau von Sozialdenkmälern des Bürgers Wlapko mit dem Ziel, ein Denkmal für die Stadt zu errichten.
Während einer Stadtratssitzung in Szczecinek sorgte das Plakat mit dem Bürger Wlapko für Aufsehen, als das Ratsmitglied Jacek Pawłowicz mit Unterstützung seines Kollegen Andrzej Grobelny versuchte, das Plakat dem Bürgermeister zu überreichen. Dieser verweigerte die Annahme und brachte die beiden Stadträte per Anzeige vor Gericht. Ein städtischer Beamter attackierte zudem den Schöpfer der Skulptur vor dessen Wohnung.
Am 21. Juni 2019 enthüllte Zbigniew Eugeniusz Klimowicz als Vorsitzender des Sozialausschusses die Statue offiziell auf dem Gelände der Ossowek-Autonomie im städtischen Raum von Szczecinek. Die Bronzeskulptur hatte Bildhauer Romuald Wiśniewski gefertigt.